# Claremont House

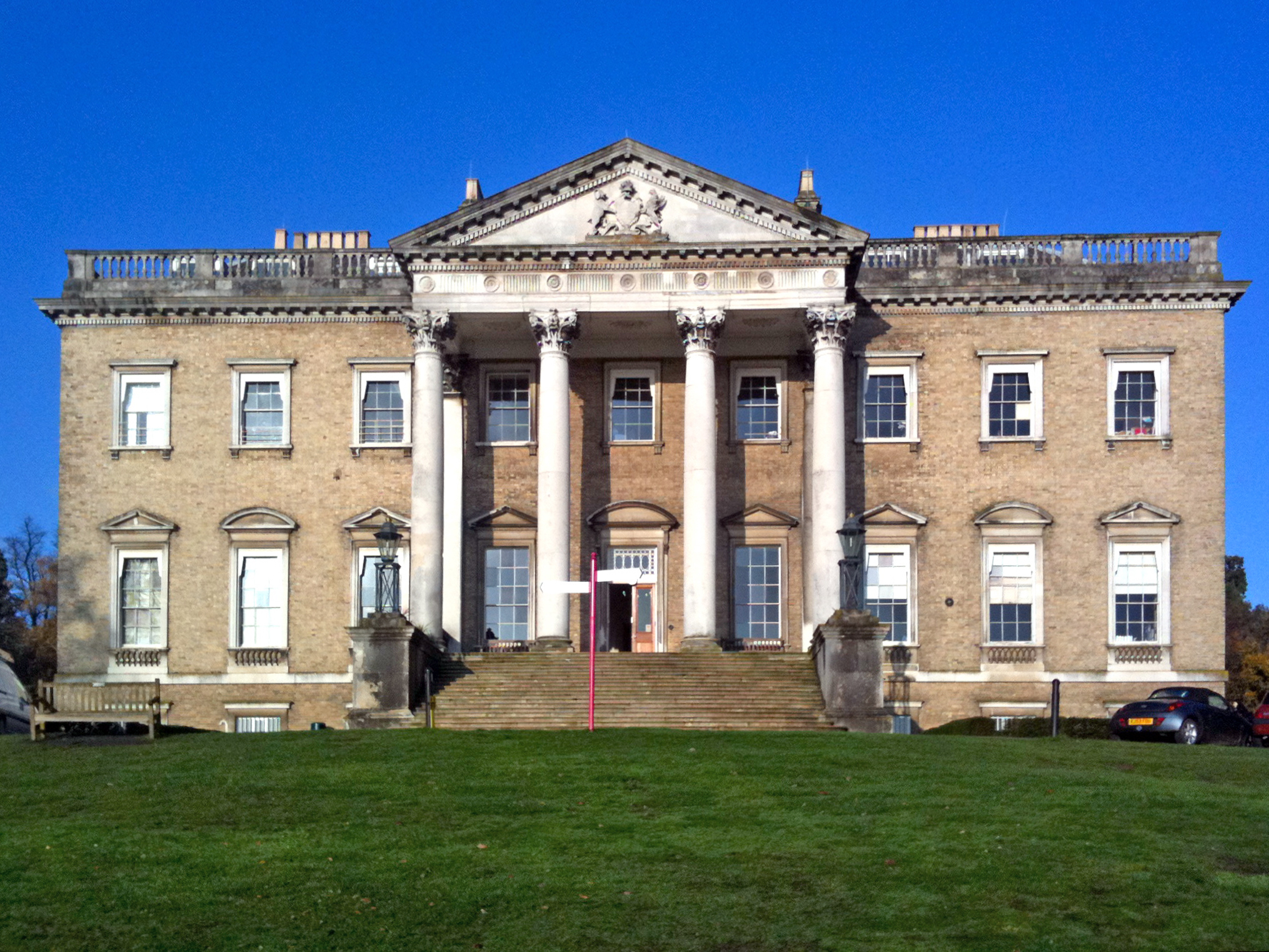
Claremont House em 2010

Claremont é uma mansão de estilo palladiano do século XVIII que se encontra a um quilômetro ao sul de Esher, em Surrey, na Inglaterra. 
Aqui foi onde o rei Luís Felipe I viveu e morreu depois da Revolução de 1848. Neste local também o Conde D'Eu passou a sua infância, ele era neto do rei Luís Filipe I de França, e renunciou aos seus direitos à linha de sucessão ao trono francês em 1864, quando do seu casamento com a princesa  herdeira do Império do Brasil, Isabel Princesa Imperial, filha do último imperador do Brasil.
A Claremont House é famosa por seus jardins de estilo inglês, onde intervieram alguns dos paisagistas mais conhecidos da época como Charles Bridgeman, Capability Brown, William Kent e Sir John Vanbrugh.

## Bibliografía
- Turner, Roger, Capability Brown and the Eighteenth Century English Landscape, 2nd ed. Phillimore, Chichester, 1999, pp. 115–118.